# Суслов, Михаил Андреевич
Михаи́л Андре́евич Су́слов (8 [21] ноября 1902, Шаховское, Саратовская губерния — 25 января 1982[…], Москва) — советский партийный и государственный деятель.
Пик карьеры Михаила Андреевича Суслова пришёлся на времена Брежнева, хотя влиятельным деятелем он был уже при Сталине и Хрущёве. Являлся идеологом партии, его иногда называли «серым кардиналом».
Член партии с 1921 года, член ЦРК с 1939 года, член ЦК с 1941 года, член Оргбюро ЦК (1946—1952 годы), секретарь ЦК КПСС (с 1947 года), член Политбюро (Президиума) ЦК КПСС (1952—1953 годы и с 1955 года). Депутат Верховного Совета СССР 1—10 созывов. Дважды Герой Социалистического Труда (1962, 1972). Кавалер пяти орденов Ленина. Награждён Золотой медалью имени Карла Маркса — высшей наградой АН СССР (1975).

## Биография
Родился в бедной крестьянской семье в селе Шаховское Хвалынского уезда Саратовской губернии (ныне — в Павловском районе Ульяновской области).
В 1918 году вступил в ряды сельского Комитета бедноты, в феврале 1920 года — в комсомол, а в 1921 году — в ряды РКП(б). По комсомольской путёвке был направлен на учёбу в находившийся в Москве Пречистенский рабфак, по окончании которого в 1924 году (учился там с 1921) поступил в Московский институт народного хозяйства им. Г. В. Плеханова, который окончил в 1928 году. В 1929 году поступил в аспирантуру Института экономики Коммунистической академии. Одновременно с учёбой в аспирантуре, которую окончил в 1931 году, преподавал политическую экономию в Московском государственном университете и Промышленной академии. В 1931 году переведён в аппарат Центральной контрольной комиссии ВКП(б) и Народного комиссариата Рабоче-крестьянской инспекции (ЦКК — РКИ), а в 1934 году — в Комиссию советского контроля при Совете Народных Комиссаров СССР (СНК СССР).

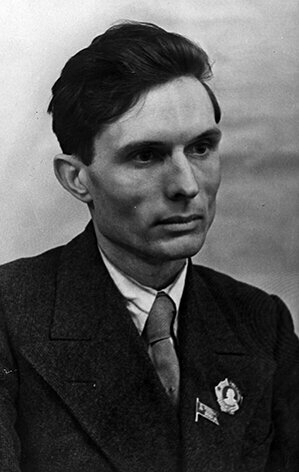
М. А. Суслов в 1941 г.

В 1936 году он стал слушателем Экономического института Красной профессуры, по окончании учёбы в котором в 1937 году назначен на должность заведующего отделом Ростовского областного комитета ВКП(б). С 5 марта 1938 года второй секретарь Ростовского областного комитета ВКП(б).
С февраля 1939 года по ноябрь 1944 года первый секретарь Ставропольского (Орджоникидзевского до 1943 года) крайкома ВКП(б).
Организатор партизанского движения во время оккупации Ставропольского края. В 1941—1943 годах член военного совета Северной группы войск Закавказского фронта.
14 ноября 1944 года Суслов был назначен на должность председателя Бюро ЦК ВКП(б) по Литовской ССР с чрезвычайными полномочиями. Бюро было уполномочено на ведение работы по ликвидации последствий войны и борьбы с многочисленными отрядами «лесных братьев».
18 марта 1946 года Суслов был переведён в аппарат ЦК ВКП(б) и 13 апреля назначен на должность руководителя отдела внешней политики (внешних сношений) ЦК ВКП(б), а 24 мая 1947 года был назначен секретарём ЦК ВКП(б).
С 16 по 25 июня 1947 года Суслов присутствовал на философской дискуссии, после чего 17 сентября 1947 года был назначен на должность начальника Управления пропаганды и агитации ЦК КПСС вместо Георгия Александрова (назначенного на должность директора Института философии АН СССР) и занимал эту должность до июля 1948 года, а затем с июля 1949 года до октября 1952 года.
В 1948 году стал одним из вдохновителей кампании по борьбе с космополитизмом. С 1949 по 1950 год работал на должности главного редактора газеты «Правда».
16 октября 1952 года Суслов был избран членом Президиума ЦК КПСС, но после смерти И. В. Сталина 5 марта 1953 года выведен из его состава и 16 апреля вновь назначен на должность заведующего отделом внешней политики (внешних сношений) ЦК КПСС.
По мнению Жореса Медведева, изложенному в работе «Секретный наследник Сталина», Сталин видел Суслова будущим идеологом партии. Медведев пишет: «…Старший идеолог, каким был Сталин, готовился уступить своё место младшему, когда понял, что его собственное время подходит к концу»; он даже называет Суслова «тайным Генсеком КПСС». Согласно В. В. Огрызко, «для партаппарата не было большим секретом», что ещё с конца 1940‑х годов Суслов покровительствовал писателю‑фантасту Ивану Ефремову.
В 1954 году назначен на должность председателя Комиссии по иностранным делам Совета Союза Верховного Совета СССР. 12 июля 1955 года вновь стал членом Президиума, затем Политбюро с 8 апреля 1966 года, ЦК КПСС. Суслов отвечал в нём за идеологические вопросы. При этом, как отмечает исследователь Н. А. Митрохин, он полностью отдавал дела Отдела пропаганды ЦК на откуп непосредственно отвечавшему за тот секретарю ЦК КПСС.

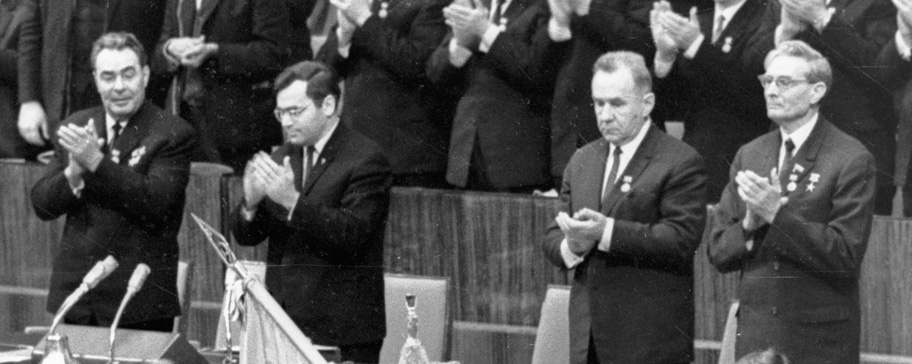
Суслов (крайний справа) с Косыгиным и Брежневым. 1968

В 1956 году в ходе Венгерского восстания 1956 года Суслов вместе с А. И. Микояном, И. А. Серовым и М. С. Малининым прибыл в Будапешт и после неудачных переговоров с венгерским руководством настоял на решении о вводе советских войск в Венгрию.

М. А. Суслов и М. С. Горбачев на праздновании 250-летия города Ставрополь, 1978 г.

Указом Президиума Верховного Совета СССР от 20 ноября 1962 года за большие заслуги перед Коммунистической партией и Советским государством в коммунистическом строительстве и в связи с 60-летием со дня рождения Суслову присвоено звание Героя Социалистического Труда с вручением ордена Ленина и медали «Серп и Молот».
В октябре 1964 года участвовал в смещении Н. С. Хрущёва с занимаемых тем государственных должностей Первого секретаря ЦК КПСС и председателя Совета Министров СССР. Именно Суслов сделал на соответствующем Пленуме доклад с направленной против Хрущёва критикой.
Профессор Владимир Фортунатов отмечает, что в западной советологической литературе долгое время Суслова считали инициатором свержения Хрущёва и главным «мотором» заговора.

В 1967 году избран народным депутатом Верховного Совета РСФСР 7-го созыва от Тольяттинского избирательного округа.
Указом Президиума Верховного Совета СССР от 20 ноября 1972 года за большие заслуги перед Коммунистической партией и Советским государством в коммунистическом строительстве и в связи с 70-летием со дня рождения Суслов награждён второй золотой медалью «Серп и Молот» с вручением ордена Ленина.

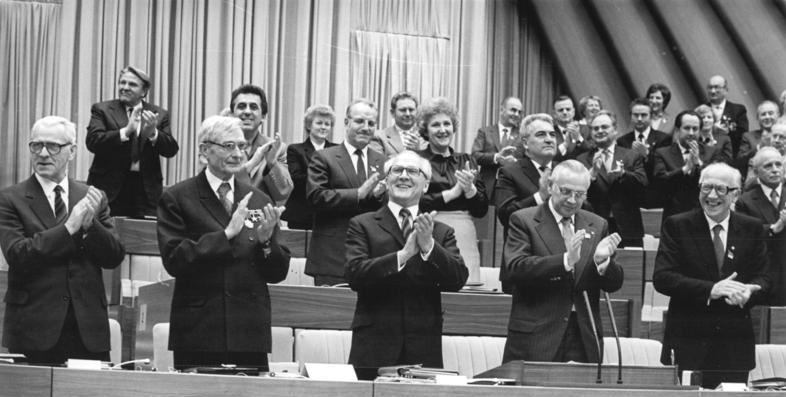
Суслов (второй слева) и Хонеккер (в центре). ГДР. 1981

При Брежневе роль Суслова в партии возросла, в его ведении была идеология, культура, цензура, образование. Суслов был инициатором гонений на интеллигенцию, последовавших после хрущёвской «оттепели», имел репутацию «догматика» и «консерватора». С его именем связаны преследования диссидентов, выдворение А. И. Солженицына из СССР, ссылка А. Д. Сахарова. Суслов занял ключевую позицию в партии: он фактически единолично руководил работой секретариата ЦК, где принимались ключевые решения по кадровым вопросам. Тот же А. Н. Яковлев вспоминал: «когда Суслов был в отъезде, за него секретариаты вел Андрей Павлович Кириленко. Так Суслов, возвращаясь, первым делом отменял скопом все решения, принятые без него».
В 1979 году Суслов вошёл в число руководителей Политбюро, принявших решение о вводе советских войск в Афганистан.
Суслов умер 25 января 1982 года в Москве, за 9 месяцев до смерти Леонида Брежнева. Важную внутриполитическую и идеологическую роль Суслова в последние годы его жизни подчёркивает то, что он был похоронен (в ряду всего нескольких партийных деятелей, таких, как Калинин, Жданов, Сталин, Ворошилов) в Некрополе у Кремлёвской стены, в отдельной могиле, на которой вскоре был воздвигнут памятник. Церемония похорон 29 января транслировалась в прямом эфире по всей территории СССР.
Хотя Суслов достиг преклонного возраста, всё же по поводу его кончины выдвигались различные версии. Профессор Владимир Фортунатов отмечал, что причиной смерти Суслова называли волнение, которое он пережил, пытаясь остановить развитие очередного политического кризиса в Польше.
На освободившуюся после смерти Суслова должность секретаря ЦК КПСС был избран Юрий Андропов, до этого возглавлявший Комитет государственной безопасности СССР.

## Личная жизнь

### Семья

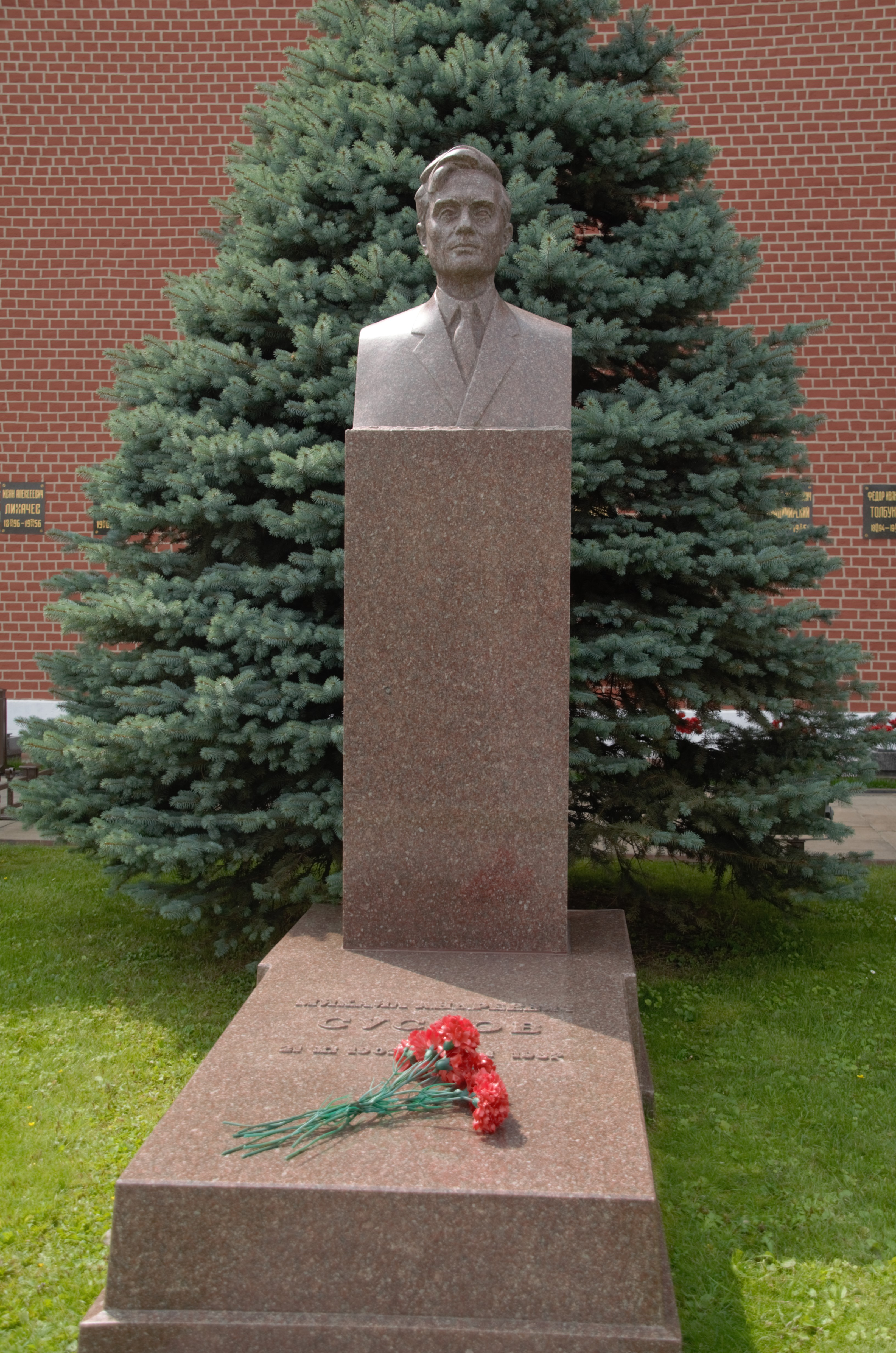
Могила Суслова в некрополе у Кремлёвской стены

Родители М. А. Суслова были бедными крестьянами, не имевшими для своего маленького хозяйства собственной лошади, из-за чего его отец, Андрей Андреевич Суслов, подрабатывал на нефтепромыслах в Баку в 1904 году, а в 1916 году собрал артель плотников и отправился в Архангельск. После Октябрьской революции Андрей Андреевич оставил работу в деревне, однако мать с помощью Михаила продолжила заниматься сельским хозяйством. В 1919 году отец Михаила вступил в РКП(б), после чего работал в горсовете. Умер в 1930 году
Брат — Суслов Виктор Андреевич. Сестра — Стерликова Маргарита Андреевна — научно-технический сотрудник Института истории СССР АН СССР.
Жена — Суслова Елизавета Александровна (1903—1972), врач, кандидат медицинских наук, в 1937—1938 годах — директор Московского стоматологического института. Приходилась родной сестрой жене помощника Суслова В. В. Воронцова, жене директора Института марксизма-ленинизма академика А. Г. Егорова и жене члена Политбюро ЦК КПСС, председателя Комиссии партийного контроля А. Я. Пельше.
Сестра жены была замужем за учёным-химиком, членом-корреспондентом АН СССР В. Б. Алесковским.
Дети:
- сын — Револий (1929—2021[17]), генерал-майор, доктор технических наук, профессор, лауреат Государственной премии СССР (1979), в 1975—1989 годах возглавлял Центральный НИИ радиоэлектронных систем[18][19]; его жена Ольга Васильевна была главным редактором журнала «Советское фото» до 1990 года;
- дочь — Майя (род. 1939)[20], доктор исторических наук, балканист; вдова члена-корреспондента РАН Л. Н. Сумарокова. С семьёй переехала в Австрию[15].

### Мировоззрение
Придерживался ортодоксально-марксистских взглядов, стараясь сохранить стабильность, не прибегая к крайностям, однако настойчиво подавлял идеологических противников. Сусловым определялась позиция по отношению к последствиям культа личности Сталина — он препятствовал реабилитации Сталина, но пресекал широкую критику его деятельности, допуская при этом в печати упоминания о Сталине преимущественно в военных мемуарах.
Непоколебимо стоял на позициях самого ортодоксального толкования марксизма, неприятия любого отклонения от него, идеологической войны с капитализмом.
По воспоминанием Карена Брутенца, в период подготовки XXIII съезда Суслов «твёрдо и хитроумно отвёл претензии Трапезникова и Ко, пытавшихся, используя близость к Брежневу, посягнуть на принцип мирного существования»[уточнить].
Михаил Ненашев так отзывался о Суслове: 
По своей сути он был живым олицетворением партийного консерватизма, начиная от своей старомодной одежды и всем известных калош и до принципов, которые он исповедовал: не думай, не изобретай, делай только так, как было. М. А. Суслов с наибольшей полнотой и старательностью в своей деятельности отразил политику партии эпохи Брежнева, суть которой сводилась к тому, чтобы незыблемо сохранить существующий порядок вещей.
Вместе с тем утверждаю: М. А. Суслов был личностью. Он был одним из тех, кто верил в коммунистическую идею, таким же верующим из лидеров партии того времени я бы назвал только Ю. В. Андропова. Он лишён был какой-либо позы: всегда оставался самим собой – высокоорганизованным человеком, педантом с манерами учителя времён царской гимназии. Всегда чётко, лаконично, не позволяя славословить, вёл Секретариаты.
М. А. Суслов по своему опыту, знаниям, общей культуре был на голову выше других секретарей, таких, как А. Кириленко, И. Капитонов… Он был изощрённым тактиком, олицетворяющим всю практику и все изменения политики партии от Хрущёва к Брежневу, где он, несомненно, играл первую скрипку. Именно он был тем человеком, который больше других сделал, чтобы застудить «оттепель» и предать забвению всё то, что было провозглашено на XX съезде КПСС. Со смертью Суслова ушла целая эпоха, ибо он был одним из последних представителей сталинской школы, её наследником и продолжателем в позиции, в стиле и методах работы.
Понимая наличие противоречия между словом и реальной жизнью, руководители партии типа М. А. Суслова сознательно преувеличивали место идеологической деятельности, всемерно поддерживая в ней экстенсивные подходы, надеясь, что по мере увеличения объёмов и масштабов пропаганды можно достигнуть желаемого влияния идеологической сферы на общество.

По воспоминаниям деятеля «Русской партии» Семанова 
все мы полагали в 70‑х, что сухой и мрачный Суслов есть наш недоброжелатель, а внимание его помощника В. Воронцова к нам есть нечто вроде контрразведки или даже похуже. Теперь выяснилось, что мы ошибались. Михаил Андреевич никаким русским патриотом, разумеется, не был как истинный марксист‑ленинец, но как твердый советский государственник полагал, и разумно, что патриотическое начало необходимо так или иначе поддерживать. Что он и делал.
В последние годы Суслов покровительствовал Валентину Катаеву, поддерживал художников Илью Глазунова и Александра Шилова.

### Личность
Несмотря на своё огромное влияние в государстве, был крайне скромен в быту и вёл образ жизни, близкий к аскетическому. Был предельно вежлив, вёл себя приветливо и доброжелательно как с подчинёнными, так и с идеологическими противниками.
Как отмечал историк Николай Митрохин (в 2013 году), в настоящее время не существует современной научной биографии Михаила Суслова, а единственная известная данному исследователю его биография — Serge Petroff, The Red Eminence: A Biography of Mikhail A. Suslov, Cliffton, NJ: Kingston Press, 1988.
Только в 2024 году издательством «Молодая гвардия» была выпущена биография Михаила Суслова в серии «Жизнь замечательных людей».

## Награды
СССР
- Две медали «Серп и Молот» (20.11.1962, 20.11.1972)[29].
- Пять орденов Ленина:

1. 16.03.1940 — будучи секретарём Орджоникидзевского крайкома ВКП(б), за «выдающиеся успехи в сельском хозяйстве и в особенности за перевыполнение плана по урожайности зерновых и технических культур, а также за достижение высоких показателей по животноводству»;
2. 20.11.1952;
3. 20.11.1962;
4. 02.12.1971[30][31];
5. 20.11.1972[29].

- Орден Октябрьской Революции (18.11.1977)[29].
- Орден Отечественной войны 1 степени (24.03.1945)[29] — «За успешное выполнение государственного плана хлебозаготовок в 1944 году»[32].
- Медали.
- Знак «50 лет пребывания в КПСС».

Других стран
- Медаль «Золотая Звезда» Героя Социалистического Труда (НРБ)[33].
- Орден «Георгий Димитров» (НРБ)[34].
- Орден Карла Маркса (ГДР)[34].
- Орден Сухэ-Батора (МНР)[34].
- Орден Золотой Звезды (СРВ).
- Орден Клемента Готвальда (ЧССР — 22.11.1977)[35].

## Избранные работы
- Речь на собрании избирателей Саратовско-Ленинского избирательного округа 7 марта 1950 года — М.: Госполитиздат, 1950
- Речь на XX съезде КПСС 16 февраля 1956 года — М.: Госполитиздат, 1956
- 39-я годовщина Великой Октябрьской социалистической революции. Доклад на торжественном заседании Московского Совета 6 ноября 1956 года — М.: Госполитиздат, 1956
- О борьбе КПСС за сплочённость международного коммунистического движения: Доклад на Пленуме ЦК КПСС 14 февр. 1964 г. — М.: Госполитиздат, 1964
- Под знаменем Великого Октября — к победе коммунизма. Доклад на торжественном заседании, посвящённом 53-й годовщине Великой Октябрьской социалистической революции, в Кремлёвском Дворце съездов 6 ноября 1970 г. — М.: Политиздат, 1970
- Марксизм-ленинизм и современная эпоха. Сборник выступлений — M., 1970
- Избранное. Речи и статьи. — М., 1972
- Второй съезд РСДРП и его всемирно-историческое значение. Доклад на Торжественном заседании в г. Москве, посвящённый 70-летию II съезда РСДРП — М.: Политиздат, 1973
- Марксизм-ленинизм — интернациональное учение рабочего класса. — М.: Мысль, 1973
- На путях строительства коммунизма. Речи и статьи в 2-х томах. — М.: Политиздат, 1977
- Марксизм-ленинизм и современная эпоха. Сборник выступлений — М.: Политиздат, 1979. — 96 с., 100 000 экз.
- Марксизм-ленинизм и современная эпоха. Сборник выступлений. 2-е изд., доп. — М.: Политиздат, 1980. — 198 с., 100 000 экз.
- Марксизм-ленинизм и современная эпоха. Избранные речи и статьи в 3-х томах. — М.: Политиздат, 1982

## Память

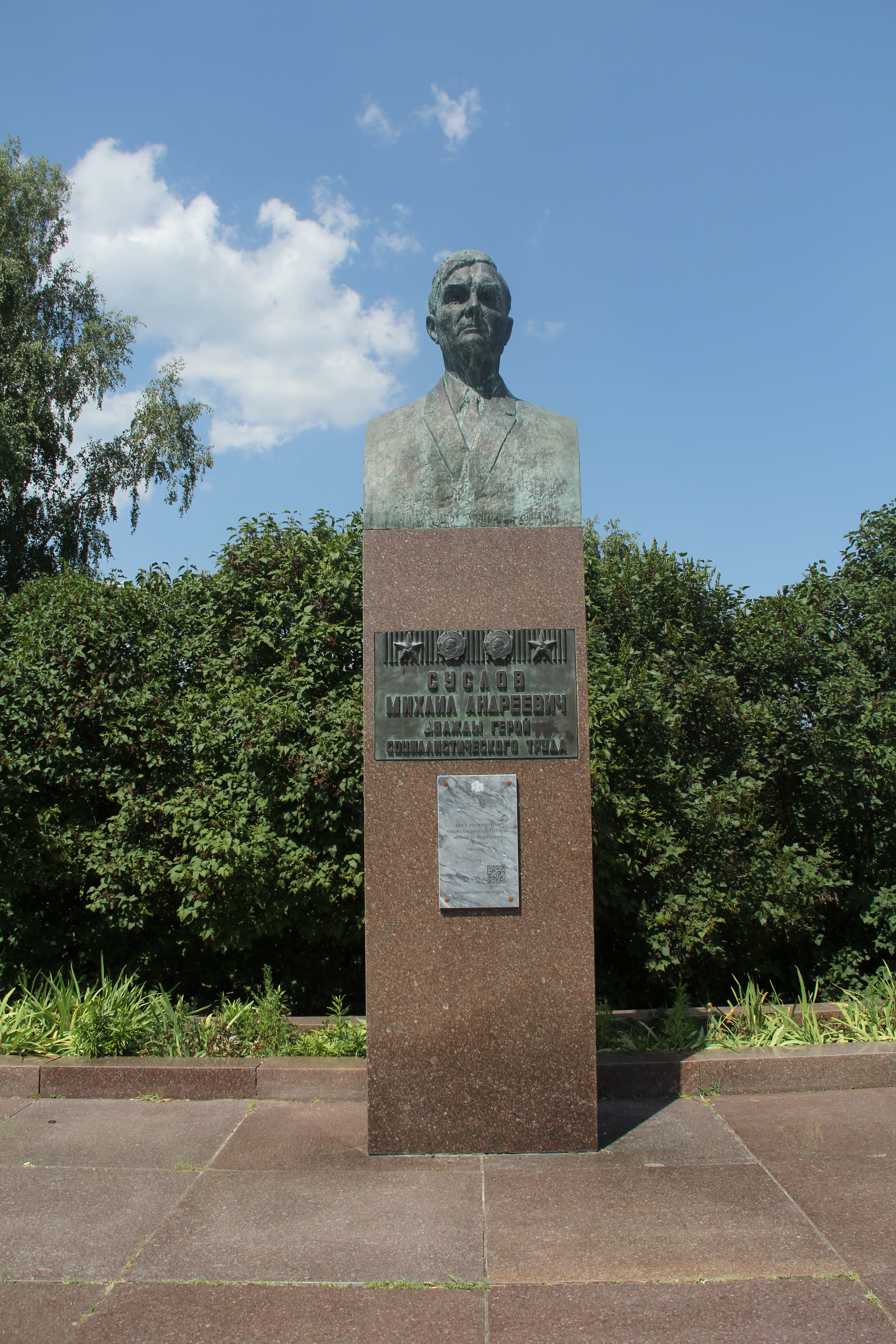
Бюст Михаила Суслова в Шаховском

19 ноября 1982 года в Москве были торжественно открыты мемориальные доски Суслову на здании Московского института народного хозяйства им. Г. В. Плеханова в Замоскворечье (Стремянный переулок, 28), здании факультета журналистики Московского государственного университета (Моховая улица) и фасаде дома № 19 по улице Большая Бронная, где он жил.
- Имя Суслова носил Ростовский государственный университет.
- В 1982 году имя «Михаил Суслов» было присвоено советскому пассажирскому лайнеру, построенному в Польше для Черноморского морского пароходства.
- С 1982 года имя Суслова носит Невинномысский канал в Ставропольском крае.
- Суслову посвящена экспозиция в музее его родного села Шаховское. Там же установлен его бюст.
- С 1983 по 1990 год имя Суслова носил Дачный проспект в Ленинграде.

### В кино
Документальные фильмы
- «Михаил Суслов. Человек без лица» (2008 год)
- «Суслов. Серый кардинал»
- Исторические хроники. 1964 — Суслов Михаил Андреевич.

Художественные фильмы
Учитель Раздватрис в фильме 1966 года «Три толстяка» в исполнении актёра Виктора Сергачёва — это пародия на советского идеолога Суслова. Режиссёр фильма Алексей Баталов признался в этом факте в интервью в 1989 году, после присвоения ему звания Героя Социалистического Труда. Именно эта пародия и вызвала его многолетний конфликт с Михаилом Сусловым, который крайне негативно сказался на кинематографической судьбе замечательной актрисы Лины Бракните — исполнительницы роли Суок в фильме «Три толстяка».
Актёр Виктор Сергачёв в интервью 1993 года прямо подтвердил, что он пародировал именно Суслова, когда говорил крылатую фразу «И это революционные танцы». В 1993 году режиссёр Игорь Гостев снимал политический детектив «Серые волки». На роль Михаила Суслова он пригласил именно Виктора Сергачёва из-за его поразительного внешнего сходства с Сусловым. Во время съёмок у Сергачёва брали интервью, в котором он рассказал, что уже фактически играл Михаила Суслова в замаскированной форме — в виде роли учителя танцев Раздватриса в фильме «Три толстяка», откровенно пародируя манеру речи, манеру общения с аудиторией, крикливые лозунги, а особенно конформизм, как типичные черты характера прирождённого чиновника Суслова.
- В художественном фильме «Серые волки» (1993) и телесериале «КГБ в смокинге» (2005) — Виктор Сергачёв.
- В телесериале «Красная площадь» (2004).
- В телесериалах «Брежнев» (2005) и «Разрывая замкнутый круг» (2014) — Игорь Ясулович.
- В телевизионном фильме «И примкнувший к ним Шепилов» (2009) — Сергей Кагаков.
- В телесериале «Вольф Мессинг: видевший сквозь время» (2009) — Сергей Клановский.
- В телесериале «Фурцева» (2011) — Дмитрий Поднозов.
- В телесериале «Товарищ Сталин» (2011) — Даниил Спиваковский.
- В телесериале «Жуков» (2012) — Геннадий Поварухин.
- В телесериалах «Однажды в Ростове» (2012) и «Джуна» (2015) — Валерий Ненашев.
- В телесериале «Таинственная страсть» (2016) — Сергей Уманов.
- В телесериале «Дорогой Вилли» (2025, в производстве) — Владимир Конкин.

### В художественной литературе
- Имя Суслова своеобразно увековечено в романе Виктора Пелевина «Бэтман Аполло», где его носитель предстаёт в роли вампира, ставшего таковым в сорок лет[37].